# NGC 4773-1
NGC 4773-1 (другие обозначения — MCG -1-33-41, PGC 43810) — эллиптическая галактика (E) в созвездии Дева.
Этот объект входит в число перечисленных в оригинальной редакции «Нового общего каталога».